# 堀直政
堀 直政（ほり なおまさ）は、戦国時代から江戸時代初期にかけての武将。従弟の堀秀政の家老となり、堀姓を与えられたが、奥田 直政（おくだ なおまさ）と呼ばれることもある。近世大名としては秀政の家系よりも直政の家系のほうが有力となった。

## 生涯

### 秀政と共に
天文16年（1547年）、尾張中島郡奥田庄にて、奥田直純の子として生まれる。従弟・堀秀政の伯父の一向宗の僧のもとで、秀政と共に幼少期を過ごす。この伯父が2人に、先に手柄を立てた方にもう一方が従い協力して家名を興すよう諭し、秀政が先に手柄を立てたので直政はその家臣になったといわれる。なお、この種の逸話は加藤清正など他の武将にも見られ、創作との指摘もある。
秀政は13歳から織田信長の小姓になるが、直政も同時期に信長の配下になったと思われる。以後、直政は秀政の補佐をしていたとされるが、この時期の直政の史料は乏しい。『寛永諸家系図伝』には、伊賀亀甲城攻めで精兵を率いて先登し信長に賞された、伊勢峰城攻めで功を挙げたとある。信長の死後は秀政と共に豊臣秀吉に従い、山崎の戦い、賤ヶ岳の戦い、小牧・長久手の戦い、雑賀攻め、四国攻め、九州征伐、小田原征伐に従軍した。
山崎の戦いの後､明智秀満の坂本城を包囲した時、秀満はしばらくは防戦したが、天主に篭り、国行の刀・吉光の脇指・虚堂の墨蹟などの名物がなくなることをおそれて、これを荷造りし、目録を添えて堀秀政の一族の直政のところへ贈った。このとき直政は目録の通り請取ったことを返事したが、光秀が秘蔵していた郷義弘の脇指が目録に見えないがこれはどうしたのかと問うた。すると秀満は、この脇指は光秀秘蔵のものであるから、死出の山で光秀に渡すため秀満自ら腰に差すと答えたとされる。
賤ヶ岳の戦いでは、十文字槍を片手に柴田勝家の金の馬印を奪っており、これを奪い返そうとした小塚藤右衛門を組み伏せ討ち取ったといわれている（『寛政重修諸家譜』）。

### 秀治の家老
秀政は小田原征伐の最中に陣中で病死した。秀政の死後、子の秀治が跡継ぎにはまだ早すぎると判断した豊臣秀吉は、所領の北ノ庄を召し上げようと考え、秀治の襲封は滞った。怒った直政は次男の直寄を秀吉に使いに出し、書状で「左衛門（秀政）、多年の勤功あり、万一跡目たてられずんば、参りて御縁を汚さん」と訴えたため、秀吉は秀治の襲封を許した。慶長3年（1598年）、秀吉の命で上杉景勝を会津へ、堀秀治を越後へ移す国替えが行なわれた。越後45万石を一族と与力で統治し、春日山城に秀治、蔵王堂城に秀治の弟・親良、坂戸城に直政の次男・直寄、三条城に直政（城代に嫡男の直清）、新発田城に溝口秀勝、本庄城に村上義明（後に地名を村上に改める）が入った。

### 直江兼続との暗闘
秀吉の命による大名の国替えの際は、年貢米は半分のみ徴収し、残りの半分は後に来る領主のために残しておく決まりになっており、上杉氏と堀氏にも同様の取り決めがあった。しかし、直江兼続と石田三成の謀議により、年貢米は全て持ち去られていた（『越後風土記』）。堀家はやむなく、新潟代官河村彦右衛門から2千俵の米を借りた。兼続は河村とは旧知の間柄のため、直政からの借米証を入手して、秀吉の死後さかんに返済を督促した。
景勝は慶長4年（1599年）、伏見から会津へ帰国すると所領にて武具兵糧の購入、砦や橋の修繕、浪人雇用など軍備増強を図った。直政はこれらの実情を徳川家康に報告し、これを受けて徳川家は家臣・伊奈昭綱を使者として会津に送った。その返答が直江状であるが、その中で、越後への野心を問われた際に「久太郎（秀治）を踏みつぶすのは造作もない、監物（直政）が色々言ってくるのは武道を知らず慌てているせいだろう」と堀家を侮っている（なお、直江状は後世の創作との指摘もある）。
家康は上杉討伐の軍を組織し、秀治にも「津川口から会津へ攻め入るべし」との書状を送った。これについて堀一族で合議した。直寄は「太閤（秀吉）の恩に報いるため上杉と組むべき」と主張した。ところが直政は「太閤のみの恩ではない、信長公の御恩から起こったのだ」と主張した。その上で「秀頼公の本心ではない、公の御為にもならない、家康の勝利は必定である」と言うと、一族は皆同意した。戦への備えをし、家康の指示を待った。
この後、三成からも「前田利長、丹羽長重ら北国の諸将は上方に従ったので、ともに北国の通路を開き、上杉景勝に協力して忠節を果たせ」との書状が届いた。三成の策略と見抜いた直政は、三成には善きように返答し、前田家へ問い合わせ利長が家康に二心ないことの確認をとると、家康方に付く決心を強くした。なお、三成は兼続に対し、「越後をまた上杉に与えてやる、これは秀頼公の内意だ、堀秀治も大坂側である」との書状を送っている。

### 上杉遺民一揆
兼続の催促、三成からの書状により、上杉譜代の兵達が8千人、鉄砲が2千挺集まった（『北越太平記』）。兼続は身分の低い兵のうち、智謀に富み忠義のある者を越後に浪人を装わせて潜入させ、寺社などに検地入を苦情の一つとして一揆を起こさせ、堀家の会津入りを遮らせようとした（『越後風土記』）。8月1日、一揆は奥広瀬から起こり、小倉主膳の守る下倉城を囲んだ。小倉主膳は討死したが、救援で駆けつけた直寄が数百人を討ち取り一揆を鎮圧した。直政も柏崎方面へ出陣し、一揆を鎮圧した。8月3日、一揆勢は堀直政の居城三条城を攻撃したが、守将の直清が撃退している。
7月21日、上方で石田三成が挙兵していたため、家康は江戸に戻った。兼続は家康追撃を景勝に進言するが、景勝は「今回の件は堀直政の讒言により家康が仕掛けてきたので、合戦の準備をしたにすぎない。しかし家康が江戸に引き返すからには、こちらも会津へ引取るべきは当然である」と出陣を拒否した。9月8日、直政は長男の直清、次男の直寄と共に三条城から津川に向けて兵を出し、これを平定した。9月21日、一揆鎮圧の功により家康から感状を賜った。慶長5年（1600年）の関ヶ原の戦いを境に一揆は自然消滅していった。

### 関ヶ原の戦い以後
慶長6年（1601年）、家康は秀治に書状を送り、徳川家の直轄領になっていた佐渡で起きた一揆の鎮圧を直政に命じた。慶長10年（1605年）頃になると、家康の命により高台院の望む秀吉の菩提寺の建設にかかった。秀吉が生前建てた康徳寺を移転・拡張し、高台寺を建て、費用の半分を直政が負担した。開山堂内陣には直政の木像が祀られている。高台寺建築中、伏見に滞在しており、この時家康に秀治の息子に徳川家からの嫁を懇願していた。家康はこれを聞き入れ、外孫にあたる本多忠政の娘の百合姫を徳川秀忠の養子として嫁がせた。さらに秀忠の偏諱を与えて忠俊と改名させ、松平姓も与えられたが、終生、徳川将軍家の親藩・譜代としての扱いは受けられなかった。慶長10年（1605年）、堀親良と対立する。慶長11年（1606年）5月に秀治が死去すると、幼少の忠俊を補佐した。
慶長13年（1608年）12月、62歳で死去した。歴戦をくぐり抜けた勇将であったと言われている。『堀鉄団公記』によると死後「城東の圓昌寺」というところに埋葬されたという。後に直寄の手により、高野山正智院に改葬された。

## 人物
『名将言行録』の堀直政の項に、天下の三陪臣の一人として挙げられている。「秀吉曰く、陪臣にて、直江山城（兼続）、小早川左衛門（隆景）、堀監物（直政）抔（抔は等と同じ）は天下の仕置をするとも、仕兼間敷（しかねまじき）者なりとて、共に賞誉せられけり」とある。